# Glyptopetalum zeylanicum
Glyptopetalum zeylanicum är en benvedsväxtart som beskrevs av Thw. Glyptopetalum zeylanicum ingår i släktet Glyptopetalum och familjen Celastraceae. Utöver nominatformen finns också underarten G. z. brevipedicellatum.